# Vlag van Westerlo
De vlag van Westerlo werd door de gemeenteraad op 24 april 1989 officieel vastgesteld als de gemeentelijke vlag van de Antwerpse gemeente Westerlo. Op 21 november 1989 werd hij door het Bestuur van Vlaanderen bevestigd en uiteindelijk gepubliceerd op 8 december 1990 in het officiële Belgisch Staatsblad.
Officieel wordt de vlag beschreven als:
Negen even lange banen van geel en van rood en een uitgeschulpte blauwe zoom.
De vlag is gelijk aan het linke schild afgebeeld in het gemeentewapen, dat is het wapen van de familie van De Merode. De aangrenzende gemeente Herselt heeft een soortgelijke vlag, zonder een blauwe hoofdletter "H".

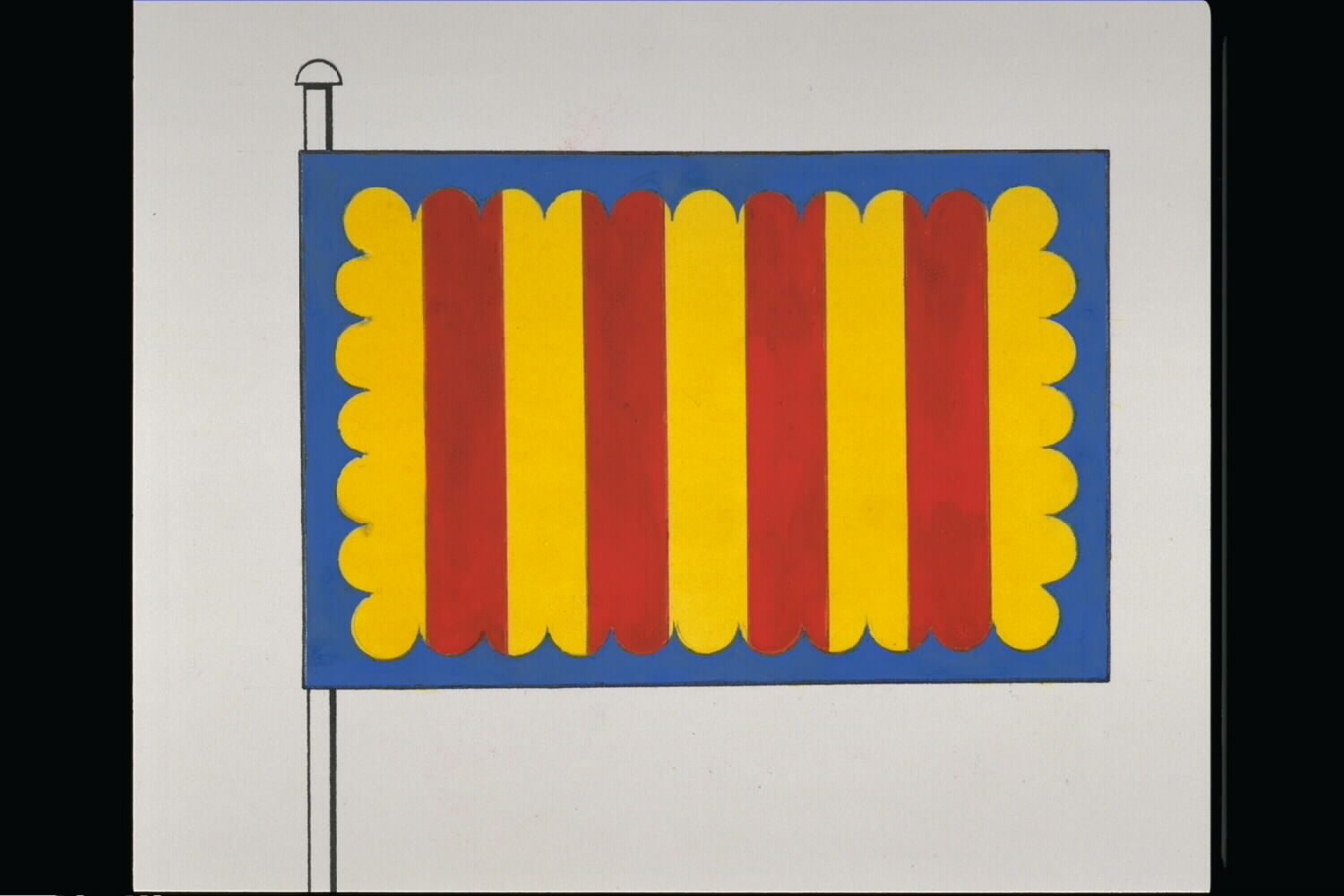
Officiële tekening van de vlag
Wapen van het hoofd van het Huis de Merode als markies van Westerlo.
Vlag van Herselt